# Daisy Voisin
Daisy Voisin (23 tháng 9 năm 1924 - 7 tháng 8 năm 1991) là một ca sĩ và nhà soạn nhạc trong thể loại nhạc Parang.
Voisin được sinh ra ở Erin, Trinidad và Tobago. Bà bắt đầu sự nghiệp ca hát của mình trong Hội đồng làng và các nhóm địa phương khác. Một người theo chủ nghĩa tôn giáo sâu sắc, bà nhận được thông điệp truyền bá phúc âm Parang trong một nhà thờ ở Siparia năm 1973. Không lâu sau khi bà được đưa vào tầm ngắm tại một cuộc thi "Ngôi làng tốt nhất" năm 1971. CBàđã làm hết sức mình để sống theo tiếng gọi đó.
Được ca ngợi là "Nữ hoàng Parang" và không gì có thể tranh cãi về năng lực thanh nhạc với nhiều chiến thắng và sự nổi tiếng của ban nhạc mà bà đã tạo ra, La Divina Pastora Serenaders, Daisy Voisin đã để lại dấu ấn không thể phai mờ trên sân khấu Parang địa phương ở Trinidad và Tobago. Được trang bị giọng nói ngọt ngào, mạnh mẽ và một bó hoa trên tay, bà đã cai trị nhạc Parang trong rất nhiều năm. Các bài hát đặc trưng của bà "H Hurrah" và "Alegría, Alegría" trở thành tác phẩm kinh điển trong Giáng sinh, được hát với trill nhạc đặc trưng của bà "aiyee, aiyee".
Buổi biểu diễn trực tiếp của bà được mô tả là "bùng nổ, hoạt bát và dễ dãi". Voisin và nhóm của bà đã trở thành đại sứ văn hóa cho Trinidad và Tobago mang âm nhạc đến những nơi ở Caribbean, Isla Margarita, Venezuela và Bắc Mỹ.
Trong những ngày cuối đời, các buổi biểu diễn của Voisin rất ít, bị cản trở bởi sức khỏe kém, nhưng chất lượng giọng hát của bà vẫn còn rõ ràng.

## Giải thưởng
- Huy chương vàng 1983 Hiệp hội Parang
- Huy chương chim Humming 1988 (Bạc) (Chính phủ Trinidad và Tobago)
- 1988 Hiệp hội Parang quốc gia Trinidad và Tobago Huy chương vàng

## Ca khúc đáng nhớ
- Hurrah
- Alegría, Alegría

## liên kết ngoài
- Parang là gì?
- https://web.archive.org/web/20050323090255/http://www.silvertorch.com/arts/parang.htmlm
- http://www.tntisland.com/daisy.html Lưu trữ ngày 13 tháng 7 năm 2019 tại Wayback Machine
- https://web.archive.org/web/20071014005222/http://www.parang.itgo.com/